# Система жизнеобеспечения космического корабля «Восток-1»
Система жизнеобеспечения космического корабля Восток — система, обеспечивающая кондиционирование воздуха, потребление пищи, терморегуляцию, обработку продуктов жизнедеятельности космонавта при первом полете человека в космос.

## История

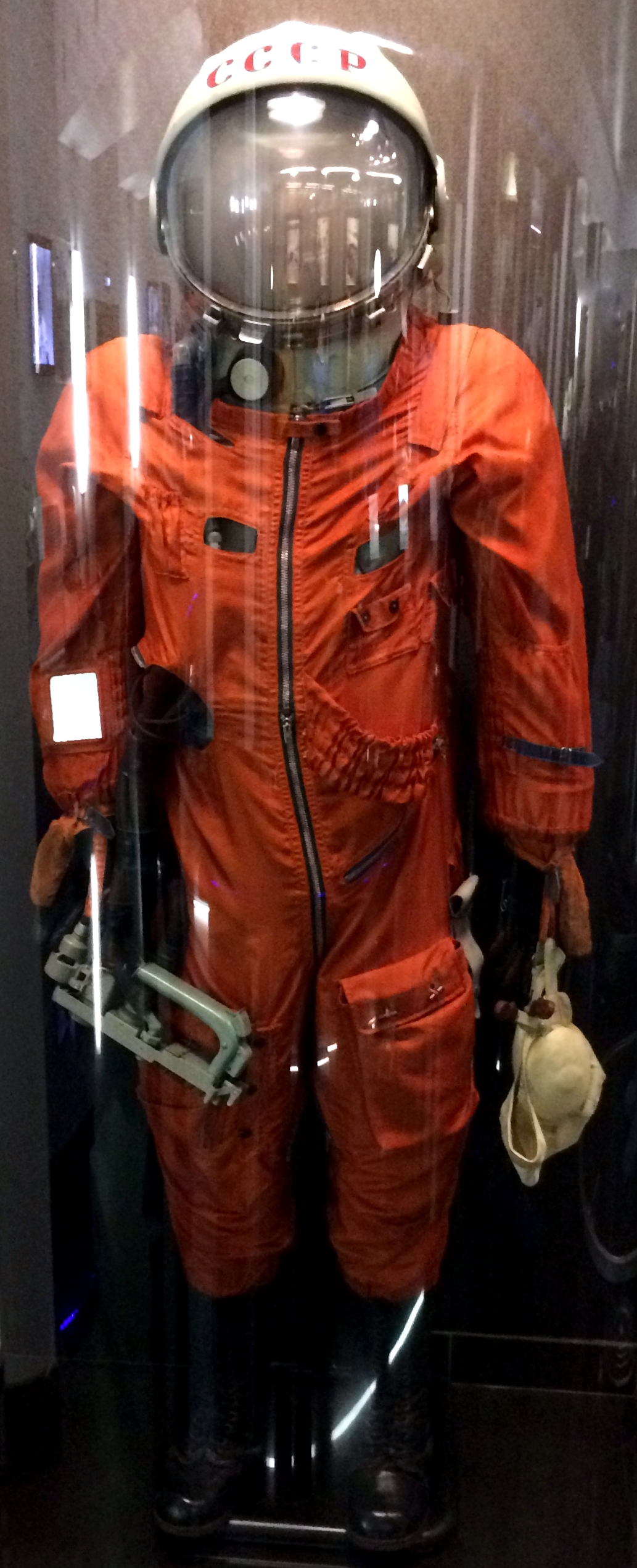
Скафандр Юрия Алексеевича Гагарина

Первые системы жизнеобеспечения, используемые в конце 1940-х — начале 1950-х, относились к так называемому незамкнутому типу. Они имели источник сжатого воздуха и не содержали (или имели в очень небольших количествах) запасов воды и пищи. Систем регенерации и хранения продуктов жизнедеятельности не имелось вовсе.
Система же полузамкнутого типа была оборудована для космического корабля Восток-3А. Она была основана на запасах расходуемых материалов: кислорода, воды, пищи, средств удаления углекислого газа и вредных микропримесей.

### Структура
Система жизнеобеспечения состояла из четырех подсистем:
- Кондиционирования воздуха

Для удаления диоксида углерода и очистки атмосферы было установлено устройство с использованием надперекиси калия и активированных углей. Обеспечение кислородом происходило при помощи надперекиси калия и запасов кислорода и воздуха в баллонах под высоким давлением.
- Обеспечения водой.

Она находилась в емкостях, изготовленных из двухслойной полиэтиленовой пленки внутри металлического кожуха. Вода консервировалась препаратом серебра «Кумазин».
- Обработки продуктов жизнедеятельности космонавтов.

Использовался моче — калоприемник, позволяющий выполнять естественные надобности не снимая скафандр.
- Обеспечения нормальных температурных условий (терморегуляции).

Подсистема была основана на использовании жидкостно-воздушного конденсирующего теплообменника, при этом в качестве хладагента применялся водный раствор этиленгликоля. Поддержание температуры происходило автоматически посредством изменения скорости прохождения воздуха через теплообменник.
Наибольшие сложности у советских специалистов возникли с системой регенерации воздуха и с подсистемой обработки жизнедеятельности космонавтов. Система обеспечения жизнедеятельности требовала доработки, однако промедление грозило потерей времени в условиях космической гонки.
Расчётная высота полета была рассчитана по следующим соображениям: при отказе ТДУ (тормозной двигательной установки) корабль в силу естественного торможения в высших слоях атмосферы сойдет с орбиты в течение пяти-семи суток. Поддержание жизнедеятельности космонавта же рассматриваемой системой осуществлялось в течение 10 суток.